# 選票庫
選票庫 （英語：Votebank）是一種在民主選舉中形成的一種選舉集團。當一個社區出現一班選民，他們持續地投票給固定的候選人或支持某一個政治組織時，就會形成一個選票庫。選票庫得以形成，是由於該集團中的選民能夠從他們支持的候選人或政治組織中得到實際或預期的利益；但其他社區利益往往因此被犧牲。
選票庫政治是利用各種政策來創造或維持一個選票庫的行為。參選的候選人或政治組織會提倡一種狹隘的視角，令選民集中考慮自己社區所屬的利益，而漠視一個更好的判斷；因此，這種政治策略認為是有害民主發展的行為。